# Gali Ronen
Gali Ronen (29 januari 1974) is een Israëlisch wielrenner. Hij werd driemaal op rij nationaal kampioen tijdrijden.

## Overwinningen
2005
 Israëlisch kampioen tijdrijden, Elite
2006
 Israëlisch kampioen tijdrijden, Elite
2007
 Israëlisch kampioen tijdrijden, Elite